# Sterrenmos
Sterrenmos (Mnium) is een geslacht van mossen uit de sterrenmosfamilie (Mniaceae). De wetenschappelijke naam werd gepubliceerd door Johannes Hedwig.

## Determinatie
Sterrenmossoorten groeien rechtopstaand of soms licht gebogen. Ze zijn vaak roodachtig van kleur. Ze hebben lancetvormige tot eironde bladeren, waarvan de randen meestal meerdere rijen dubbele tanden hebben. De bladnerf reikt meestal tot aan de punt van het blad. De bladcellen zijn afgerond tot zeshoekig.

## Soorten
Het geslacht bevat de volgende soorten:

- Mnium ambiguum H. L. H. Müller (1866)
- Mnium arcticum Kindberg (1897)
- Mnium arizonicum Amann, 1925
- Mnium blyttii Bruch & W. P. Schimper (1846)
- Mnium domingense Brid.
- Mnium geniculatum (Villars ex Bridel) Palisot de Beauvois (1805)
- Mnium heterophyllum Schwaegrichen (1826)
- Mnium hornum Hedwig, 1801 - Gewoon sterrenmos
- Mnium ilicifolium Opiz, 1823
- Mnium integrifolium Bridel, 1803
- Mnium laevinerve Cardot, 1909
- Mnium longicollum Müll.Hal.
- Mnium lycopodioides Schwaegrichen, 1826
- Mnium marginatum Palisot de Beauvois, 1805 - Rood sterrenmos
- Mnium nipponense Sakurai, 1935
- Mnium orientale Wyatt, Odrzykoski & T. Koponen, 1997
- Mnium perpusillum Warnstorf, 1915
- Mnium rutheanum Warnstorf, 1905
- Mnium sphaerocarpon Hedwig
- Mnium spinosum (Voit) Schwägr.
- Mnium spinulosum Bruch & W. P. Schimper in B.S.G., 1846
- Mnium stellare Reichard ex Hedwig, 1801 - Ongezoomd sterrenmos
- Mnium sublimbatum (P.de la Varde) Ochi
- Mnium submarginatum Nawaschin & N. W. Zinger in Zickendrath, 1894
- Mnium thomsonii W. P. Schimper, 1876